# Horezmavis eocretacea
Horesmavis eocretacea  —викопний вид птахів, що мешкав на початку крейди, 90 млн років тому. Скам'янілі рештки виду знайдені у відкладеннях формації Бісекти в Узбекистані палеонтологом Левом Нессовим. Назва перекладається з латини як «птах з Хорезму ранньокрейдовий».
Станом на 2012 рік відомий за кістками ступні